# Liste des titres musicaux numéro un aux États-Unis en 1989
Cette page liste les titres musicaux ayant eu le plus de succès au cours de l'année 1989 aux États-Unis d'après le magazine Billboard.

## Historique
| Date         | Artiste(s)            | Titre                        | Référence |
| ------------ | --------------------- | ---------------------------- | --------- |
| 7 janvier    | Poison                | Every Rose Has Its Thorn     |           |
| 14 janvier   | Bobby Brown           | My Prerogative               |           |
| 21 janvier   | Phil Collins          | Two Hearts                   |           |
| 28 janvier   | Phil Collins          | Two Hearts                   |           |
| 4 février    | Sheriff               | When I'm with You            |           |
| 11 février   | Paula Abdul           | Straight Up                  |           |
| 18 février   | Paula Abdul           | Straight Up                  |           |
| 25 février   | Paula Abdul           | Straight Up                  |           |
| 4 mars       | Debbie Gibson         | Lost in Your Eyes            |           |
| 11 mars      | Debbie Gibson         | Lost in Your Eyes            |           |
| 18 mars      | Debbie Gibson         | Lost in Your Eyes            |           |
| 25 mars      | Mike + The Mechanics  | The Living Years             |           |
| 1er avril    | The Bangles           | Eternal Flame                |           |
| 8 avril      | Roxette               | The Look                     |           |
| 15 avril     | Fine Young Cannibals  | She Drives Me Crazy          |           |
| 22 avril     | Madonna               | Like a Prayer                |           |
| 29 avril     | Madonna               | Like a Prayer                |           |
| 6 mai        | Madonna               | Like a Prayer                |           |
| 13 mai       | Bon Jovi              | I'll Be There for You        |           |
| 20 mai       | Paula Abdul           | Forever Your Girl            |           |
| 27 mai       | Paula Abdul           | Forever Your Girl            |           |
| 3 juin       | Michael Damian        | Rock On                      |           |
| 10 juin      | Bette Midler          | Wind Beneath My Wings        |           |
| 17 juin      | New Kids on the Block | I'll Be Loving You (Forever) |           |
| 24 juin      | Richard Marx          | Satisfied                    |           |
| 1er juillet  | Milli Vanilli         | Baby Don't Forget My Number  |           |
| 8 juillet    | Fine Young Cannibals  | Good Thing                   |           |
| 15 juillet   | Simply Red            | If You Don't Know Me by Now  |           |
| 22 juillet   | Martika               | Toy Soldiers                 |           |
| 29 juillet   | Martika               | Toy Soldiers                 |           |
| 5 août       | Prince                | Batdance                     |           |
| 12 août      | Richard Marx          | Right Here Waiting           |           |
| 19 août      | Richard Marx          | Right Here Waiting           |           |
| 26 août      | Richard Marx          | Right Here Waiting           |           |
| 2 septembre  | Paula Abdul           | Cold Hearted                 |           |
| 9 septembre  | New Kids on the Block | Hangin' Tough                |           |
| 16 septembre | Gloria Estefan        | Don't Wanna Lose You         |           |
| 23 septembre | Milli Vanilli         | Girl I'm Gonna Miss You      |           |
| 30 septembre | Milli Vanilli         | Girl I'm Gonna Miss You      |           |
| 7 octobre    | Janet Jackson         | Miss You Much                |           |
| 14 octobre   | Janet Jackson         | Miss You Much                |           |
| 21 octobre   | Janet Jackson         | Miss You Much                |           |
| 28 octobre   | Janet Jackson         | Miss You Much                |           |
| 4 novembre   | Roxette               | Listen to Your Heart         |           |
| 11 novembre  | Bad English           | When I See You Smile         |           |
| 18 novembre  | Bad English           | When I See You Smile         |           |
| 25 novembre  | Milli Vanilli         | Blame It on the Rain         |           |
| 2 décembre   | Milli Vanilli         | Blame It on the Rain         |           |
| 9 décembre   | Billy Joel            | We Didn't Start the Fire     |           |
| 16 décembre  | Billy Joel            | We Didn't Start the Fire     |           |
| 23 décembre  | Phil Collins          | Another Day in Paradise      |           |
| 30 décembre  | Phil Collins          | Another Day in Paradise      |           |